# Barranco do Velho
Barranco do Velho is een bergdorp in het zuiden van de Serra do Caldeirão in de Portugese Algarve in de gemeente Loulé. Het dorp werd bij de bestuurlijke herindeling van 2013 samengevoegd met de freguesia Salir. Het dorp ligt aan de N2, die vroeger de hoofdweg was van Faro naar Lissabon. Het landschap wordt gedomineerd door kurkeiken, steeneiken en aardbeibomen. Voor veel Portugezen is het een populair jachtgebied. De belangrijkste activiteit van de mensen in de regio is de winning van kurk. Er is een natuurleerpad in het dorp met als thema biodiversiteit. Er lopen ook verschillende wandelroutes door het dorp, bijvoorbeeld het 300 kilometer lange langeafstandswandelpad (GR-pad) Via Algarviana (GR13). De kerk op een hoogte boven het dorp is relatief nieuw. Ze werd gebouwd in 1944, gefinancierd door twee broers uit Duitsland die er beiden een huis bezaten.

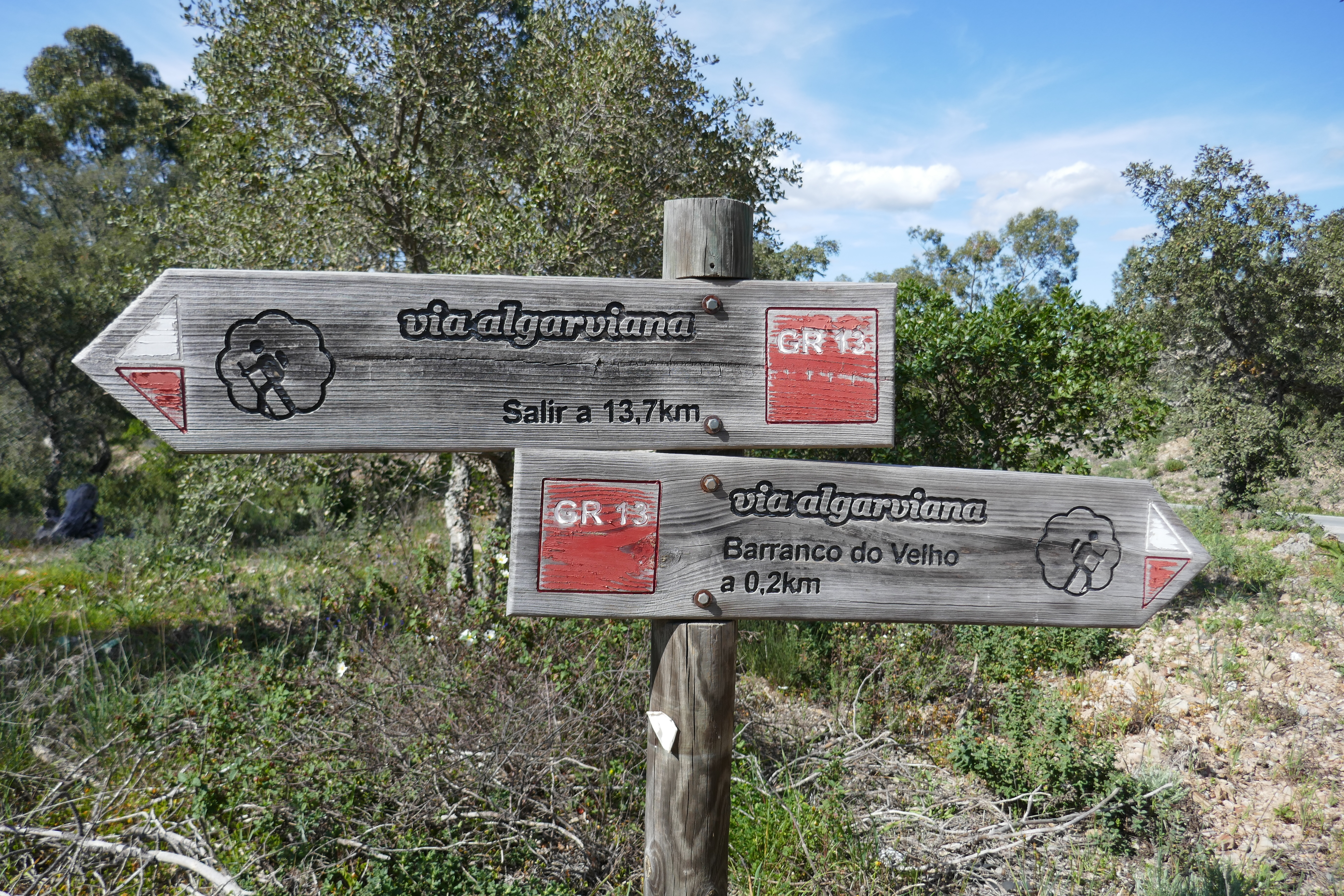
Wegwijzers aan de GR13